# Schlossinsel (Barmstedt)

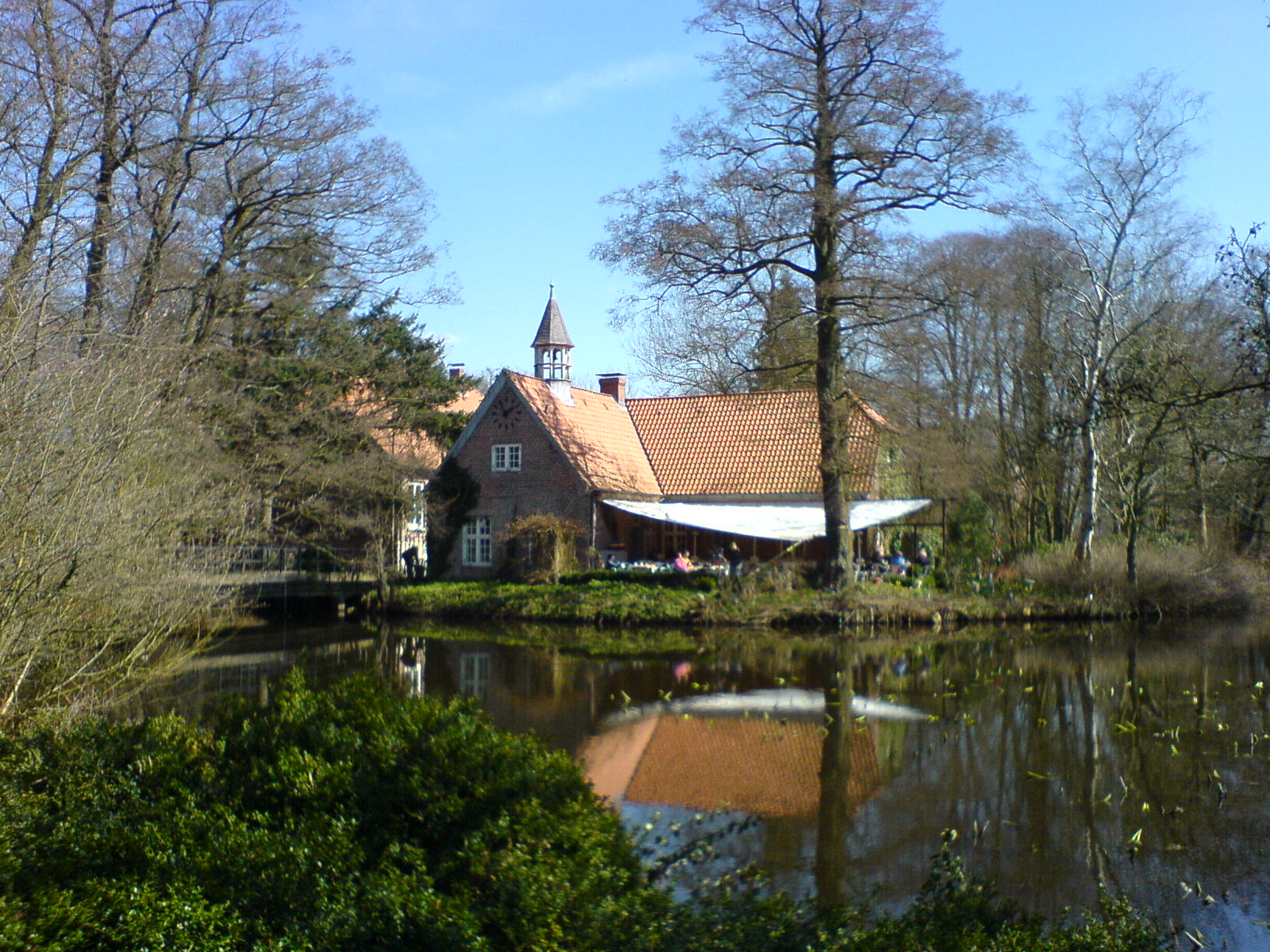
Blick über den Burggraben zum Schlossgefängnis

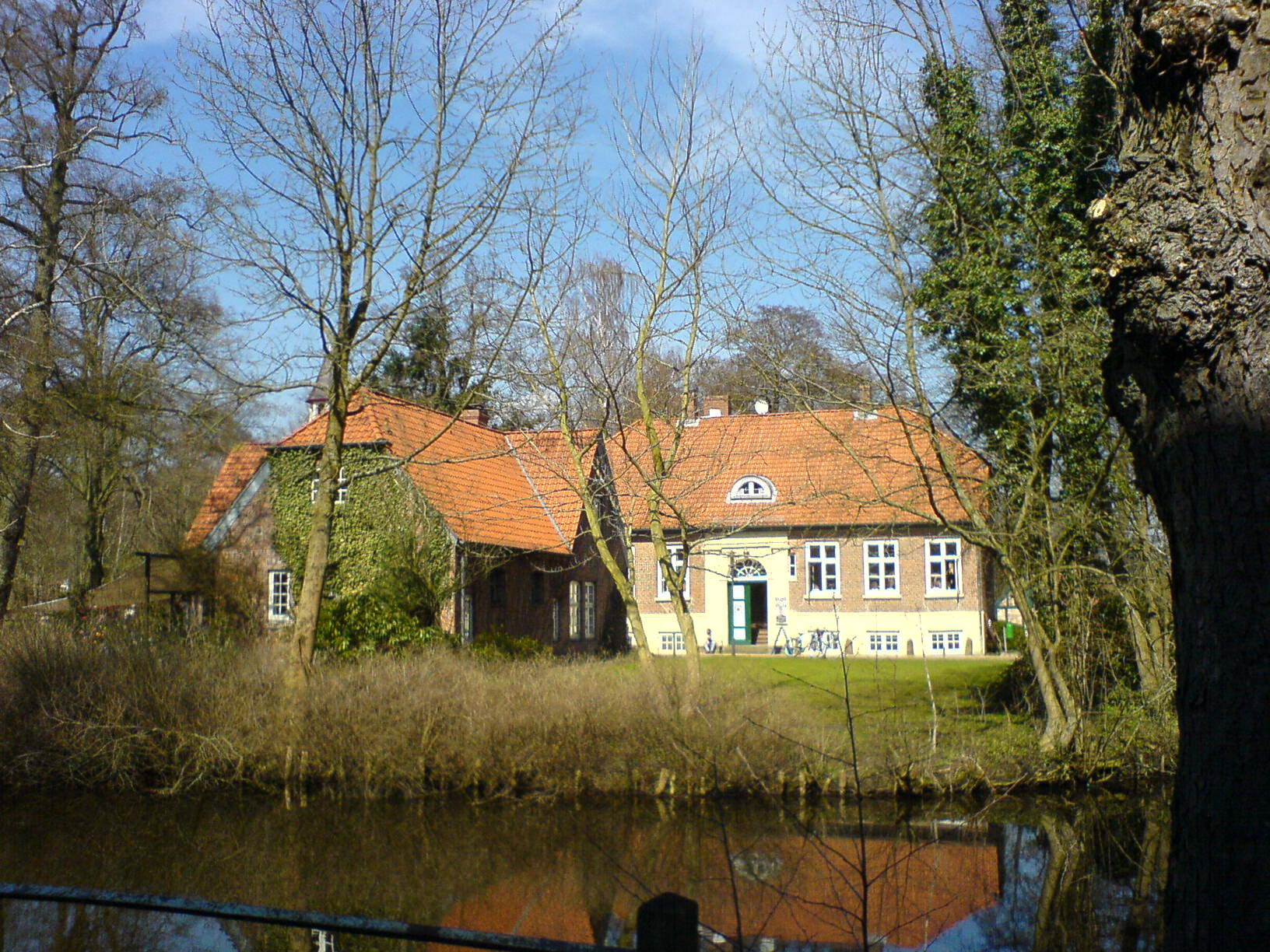
Das Schlossgefängnis und das Gerichtsschreiberhaus

Die Barmstedter Schlossinsel im Rantzauer See bei Barmstedt in Schleswig-Holstein gründet auf den Resten einer mittelalterlichen Befestigungsanlage, das namensgebende Schloss wurde zu Beginn des 19. Jahrhunderts abgetragen und durch ein bescheidenes Herrenhaus ersetzt. Die Schlossinsel war im Besitz der Schauenburger und später der Rantzauer Grafen und wurde ab dem 18. Jahrhundert zum Sitz der dänischen Verwalter. Die Schlossinsel mit ihrem historischen Baubestand bildet heute den Mittelpunkt eines Naherholungsgebiets.

## Die Schlossinsel in Barmstedt
Barmstedt wurde das erste Mal 1140 urkundlich erwähnt, der Ort scheint, nach Überlieferungen aus der Zeit, allerdings schon um das 10. Jahrhundert besiedelt zu sein. Zwischen dem 12. und dem 13. Jahrhundert, eine genaue Datierung ist bisher nicht möglich, wurde in der Nähe der Siedlung in der Krückau die Befestigungsanlage gegründet, deren Reste noch heute als so genannte Schlossinsel erhalten sind. Erbauer dieser Wasserburg waren die Ritter von Barmstede, die dem Ort ihren Namen gaben und in dieser Region Holsteins walteten; so waren sie an der Stadtgründung Krempes ebenso beteiligt wie an der Errichtung des Klosters Uetersen.

Ansicht der Schlossinsel, ca. 1840

### Die Geschichte der Insel
Nachdem die Ritter von Barmstede um 1300 ausstarben, kamen der Ort und die kleine Burg in den Besitz der Schauenburger Grafen. Diese setzten für ihre Grafschaft einen Amtmann ein, der von der Schlossinsel aus Barmstedt sowie Elmshorn und Hörnerkirchen verwaltete. Um 1640 fiel die Burg an die Gottorfer Herzöge, die wiederum Ort und Burg 1649 an Christian Reichsgraf zu Rantzau veräußerten. Dieser begründete so die Freie Reichsgrafschaft Rantzau und Barmstedt wurde nach der wiederholten Zerstörung der Breitenburg neben dem Schloss in Drage zur zeitweiligen Residenz ausgebaut.
Unter den Rantzauern wurde auch die Heiligen-Geist-Kirche im nahen Ortskern neu errichtet – in der Kirche zeugt noch der Grafenstuhl, eine persönliche, heizbare Loge, von den adeligen Herren.
1721 wurde Christian Detlev zu Rantzau im Wald in der Nähe des Schlosses angeblich durch seinen Bruder Wilhelm Adolf ermordet, woran ein Gedenkstein am Tatort bis heute erinnert. Die Grafschaft wurde anschließend vom dänischen Königshaus beschlagnahmt und bis zur Eingliederung Schleswig-Holsteins in den preußischen Staat 1867 durch dänische Administratoren verwaltet. Der heutige Gebäudebestand der Insel stammt hauptsächlich aus dieser Zeit.
Während der Zeit als preußische Provinz wurde die Schlossinsel schließlich zum Sitz des Richters und des Amtsgerichts, das hier bis 1975 verblieb. Ab 1936 staute man die Krückau weiter zum Rantzauer See auf, welcher durch den Reichsarbeitsdienst ausgehoben wurde. 1984 erhielt die Stadt Barmstedt die Schlossinsel vom Land Schleswig-Holstein mit der Auflage zum Geschenk, sie in das Naherholungsgebiet zu integrieren. Eine Zeitlang war hier auch ein kleiner Vogelpark eingerichtet. Die Schlossinsel und der Rantzauer See werden im Jahr von bis zu 100.000 Gästen aufgesucht.

Lageplan der Schlossinsel um 1840

### Die Insel
Für den Burgbereich wurde die Krückau so in Gräben aufgestaut, dass sich drei Inseln bildeten, wovon die letzte, das eigentliche Schloss tragende Insel zusätzlich von einem Wallring umgeben war. Reste dieses Ringes lassen sich noch heute an der sichelförmigen Insel zwischen Wassermühle und Herrenhaus erkennen. Ob die gesamte Anlage noch von einem Außenwall umgeben war, ist bisher nicht gesichert. Es ist durchaus möglich, dass sich an dieser Stelle der Krückau bereits kleine Inseln im Fluss befanden, die dann zur benötigten Größe aufgeschüttet wurden; dies würde den unregelmäßigen Grundriss des Burggeländes ebenso wie die Entfernung zum Siedlungskern erklären. Die einzelnen Inseln bestanden bis ins 19. Jahrhundert und waren durch Zugbrücken voneinander getrennt, erst ab 1823 wurden Teile der Gräben zugeschüttet. Die Schlossinsel und diejenigen, die das Schlossgefängnis, das Gerichtsschreiberhaus und deren Vorgängerbauten trugen, wurden durch das Verfüllen der Gräben vereint. Den ungefähren Bereich des Schlossgartens markiert heute die Straße „Rantzau“, wo sich auch noch Reste des einstigen Grabens finden lassen, die hier heute einen kleinen Teich bilden. Zwischen der Schlossinsel und dem Garten hat sich ursprünglich eine Vorburg befunden, über deren Gestalt es jedoch keine Hinweise mehr gibt.

## Die Gebäude der Schlossinsel
Das Gebäudeensemble, wie es sich heute darstellt, stammt aus dem 19. Jahrhundert und steht unter Denkmalschutz.

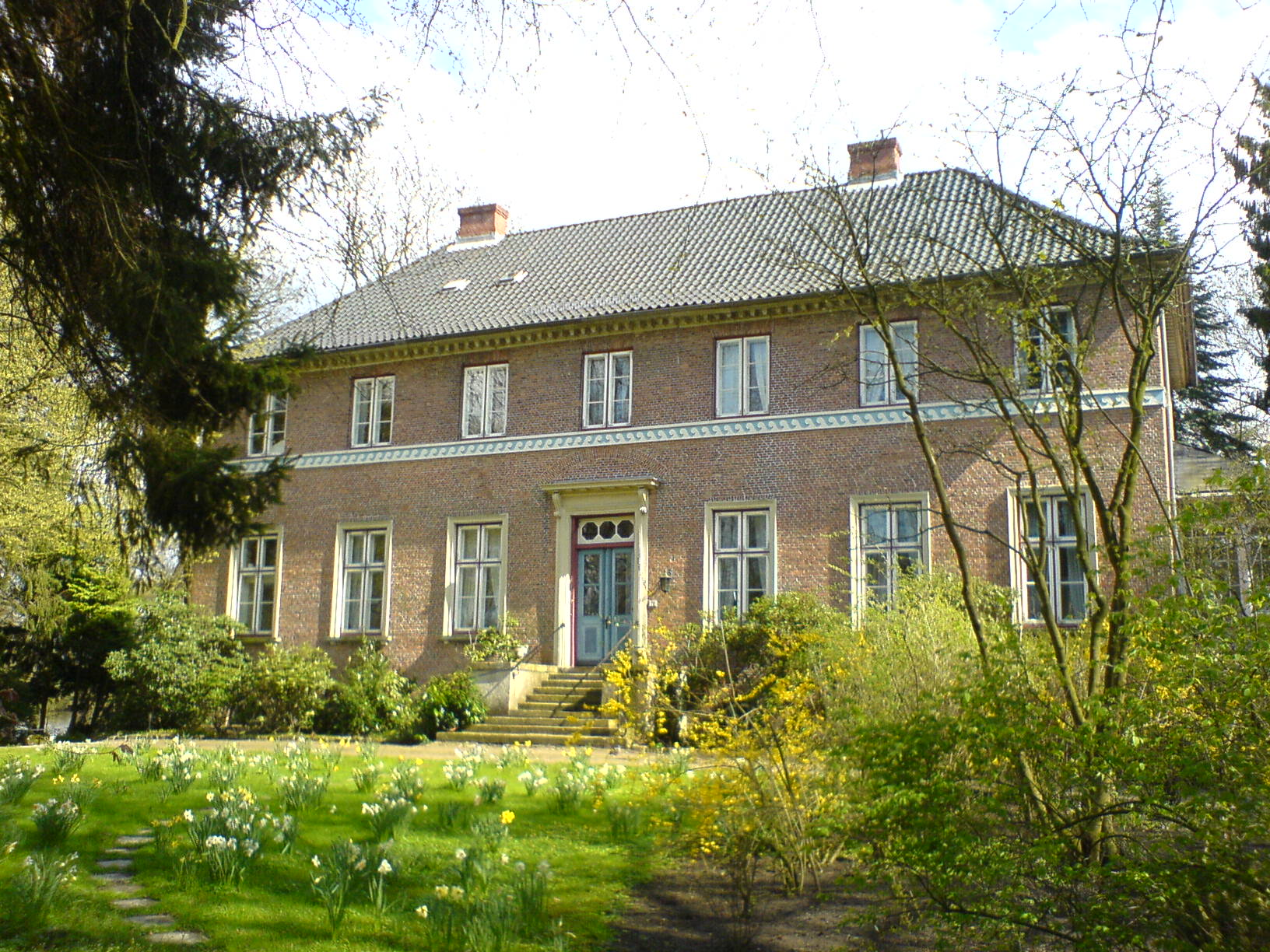
Das Schloss Rantzau genannte Herrenhaus der Schlossinsel

### Das Schloss Rantzau
Über die Vorgängerbauten ist nur wenig überliefert, es gab, mit dem heutigen Bau, nacheinander mindestens zwei, eventuell drei schlossartige Gebäude auf dem Gelände. Über das Schloss der Rantzaus weiß man, dass es sich um einen einfachen, zweistöckig errichteten Bau von rechteckigem Grundriss handelte, dessen Baubeginn nicht genau zu datieren ist. Das Untergeschoss war gemauert und trug ein Obergeschoss in Fachwerk-Bauweise. Um 1657 wurden nach Christian Rantzaus eigenen Skizzen am Außenbau dieses Hauses hölzerne Galerien angebracht, es ist gesichert, dass das Schloss über eine Tafelstube, eine große Diele und mehrere heizbare Wohn- und Wirtschaftsräume sowie über eine Freitreppe verfügte. Das Untergeschoss diente vor allem der Dienerschaft und beinhaltete Wirtschaftsräume, das Obergeschoss die Wohnräume des Grafen und seiner Frau. Von 1757 bis 1758 wurden zwei kleinere Trakte angebaut, so dass eine annähernd dreiflügelige Anlage entstand. Obwohl das Schloss als wohnlich und als gut ausgestattet – unter anderem mit Ledertapeten und großen Kaminen – beschrieben wurde, dürfte es architektonisch eher schlicht gewesen sein. Es war nicht als großes Residenzschloss geplant und ausgeführt, sondern genügte als Land- und Jagdsitz der Rantzauer einfacheren Ansprüchen.
Die Stelle des ehemaligen Schlosses, welches sich in stilisierter Form gelegentlich als Bekrönung des Wappens der Stadt Barmstedt wiederfindet und das Ende des 18. Jahrhunderts durch einen Brand entweder zerstört oder zumindest unbewohnbar wurde, nimmt bis heute das Herrenhaus von 1806 ein. Es wird noch immer als Schloss Rantzau bezeichnet. Dieses Gebäude ist zum Teil auf den Fundamenten des Vorgängerbaus errichtet, die Tiefe des ehemaligen Schlosses wurde für das Herrenhaus übernommen, auch wenn dieses um ein Drittel kürzer ausgeführt wurde. Es handelt sich hierbei um einen bescheidenen, siebenachsigen Bau aus Backstein, der im Stile des Klassizismus errichtet wurde. Den einzigen Schmuck, neben dem schönen Portal, bildet ein Fries in Form des Laufenden Hundes, der das Haupt- vom Obergeschoss trennt. Das Herrenhaus liegt am Ende einer kleinen, aus den Nebengebäuden gebildeten Sichtachse und war der Wohnsitz der dänischen Administratoren. Da es sich heute in Privatbesitz befindet und bewohnt wird, ist es nicht öffentlich zugänglich.

Brücke zu Schlossinsel mit dem Gerichtsschreiberhaus und dem Schlossgefängnis (rechts)

### Die Nebengebäude der Schlossinsel
Das Gerichtsschreiberhaus ist ein ebenfalls klassizistischer, einstöckiger Bau mit einem Krüppelwalmdach und einem großen Portal mit Oberlicht. Erbaut wurde es 1826 durch P. Heylmann. Dieses Gebäude, diente früher als Wohnung für den Gerichtsdiener.
In Heutiger Nutzung beherbergt es seit 1995 die Malerin und Bildhauerin Karin Weißenbacher, die dort ihre Künstlerwerkstatt eingerichtet hat und ebenfalls in Koordination mit der Stadt Barmstedt ein ganzjähriges überregionales Kunst-Ausstellungsprogramm präsentiert, das regelmäßig für Besucher geöffnet ist.
Bei dem 'Schlossgefängnis' handelt es sich um einen rechtwinkligen Backsteinbau aus dem Jahre 1836, welcher mit einem kleinen Dachreiter mit Glockenstuhl verziert ist. Das Haus beherbergte nicht nur den jeweiligen Amtsdiener des Gerichtes, sondern konnte auch als Gefängnis genutzt werden. Von dieser Verwendung zeugen noch heute zwei kleine erhaltene Zellen im Inneren, die 1927 das letzte Mal mit einem Insassen belegt waren. Da das Schlossgefängnis sowohl ein Café beinhaltet als auch verschiedene Ausstellungen präsentiert, ist es für Besucher geöffnet und zugänglich.

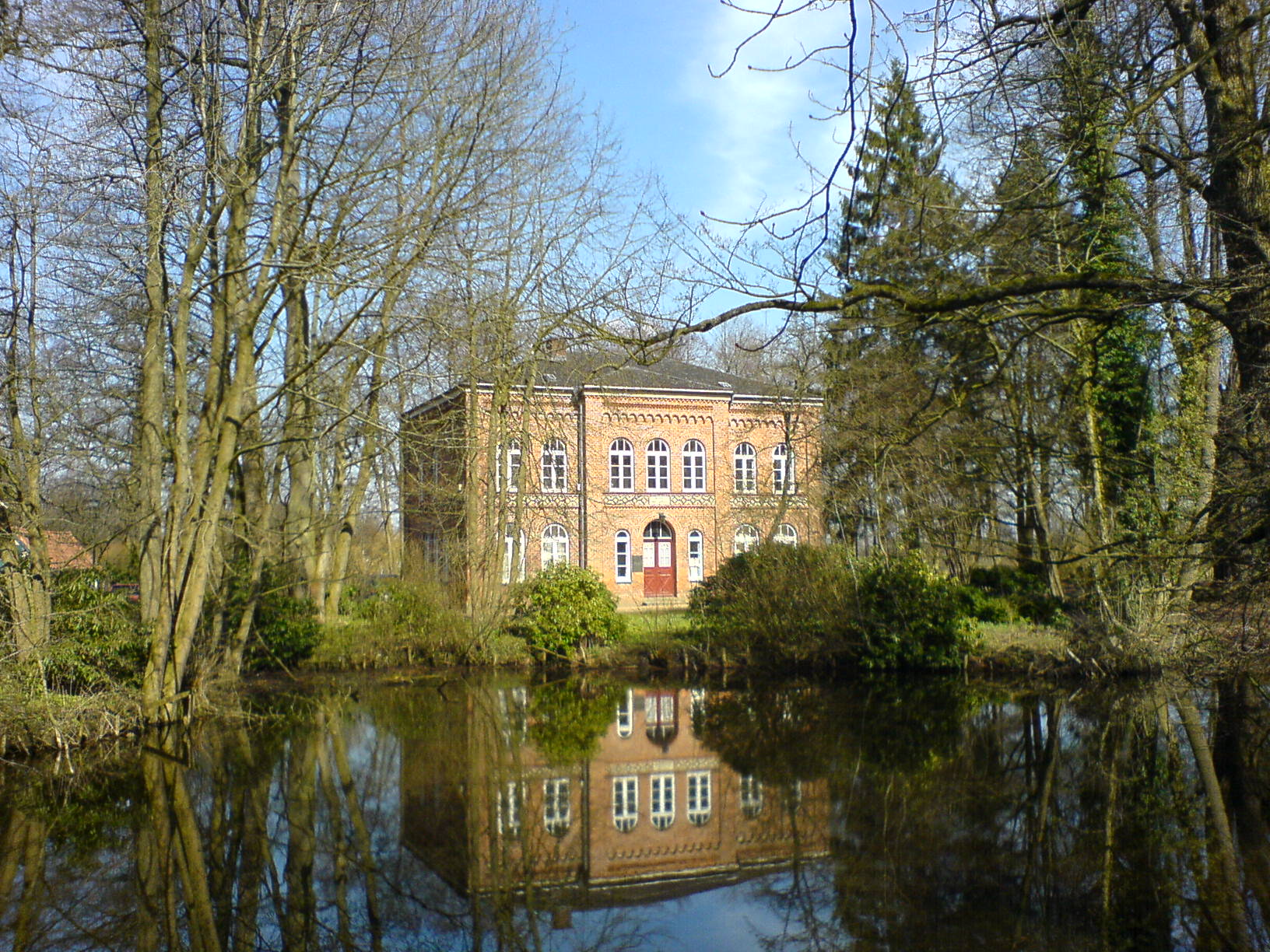
Blick über den Burggraben zum Museum

Das Gebäude des ehemaligen Amtsgerichts stammt aus dem Jahre 1863. Das Gebäude ist im historistischen Rundbogenstil errichtet und hat 1979 das Museum der Grafschaft Rantzau aufgenommen. Dieses nur an Sonntagen geöffnete Heimatmuseum widmet sich vor allem der Geschichte der Stadt Barmstedt und ihrer Ämter und Kirchspiele von der Frühgeschichte bis heute. Einen besonderen Schwerpunkt bildet dabei das Handwerk, speziell das der Schuhmacherei. Dieses war im 19. Jahrhundert in Barmstedt der am weitesten verbreitete Erwerbszweig und Barmstedt gilt neben Preetz als historische Schusterstadt in Schleswig-Holstein.
Das kleinste und älteste Gebäude der Insel ist die in Fachwerk errichtete sogenannte Remise. Der genaue Zweck des kleinen Gebäudes ist heute nicht mehr bekannt, es stammt vermutlich noch aus dem 18. Jahrhundert. Es ist heute an eine Künstlerin verpachtet, die hier ihre Werkstatt und ihr Atelier eingerichtet hat.

### Die Wassermühle

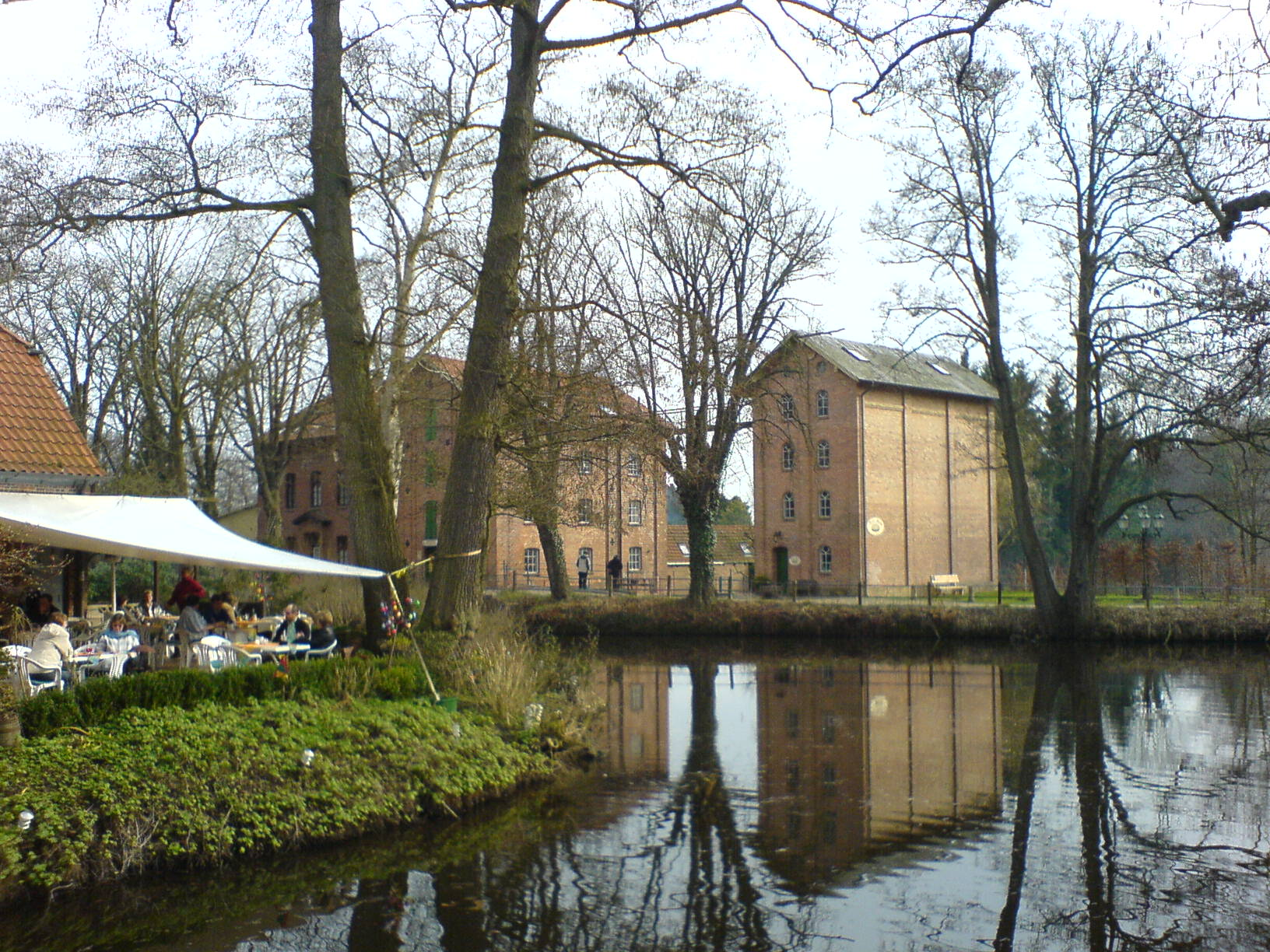
Blick über den Burggraben zur Mühle

In unmittelbarer Umgebung der Schlossinsel befinden sich die funktionstüchtige Wassermühle und ein hohes Speichergebäude aus dem 19. Jahrhundert. Die Mühle wurde nach einem Brand 1940 weitgehend restauriert, die zwei oberschlächtigen Wasserräder werden jährlich am Deutschen Mühlentag in Betrieb genommen. Da die Mühle ein Geschäft für Töpfereibedarf beherbergt, ist ein Teil der Innenräume für Besucher begehbar.

## Pläne für ein erweitertes Nutzungskonzept
Im Jahr 2005 legte der Unternehmensberater Hans-Georg Schümann Pläne für eine Änderung des Nutzungskonzeptes der Schlossinsel vor. Unter anderem wurde vorgeschlagen, das Herrenhaus in einen Veranstaltungssaal umzubauen, das gastronomische Angebot auf der Insel zu erweitern und auf der Freifläche vor der Insel ein Konzerthaus zu errichten. Das Projekt ist sowohl aus finanziellen Gründen als auch aufgrund der Eigentumsfragen (so genießen die Einwohner des Herrenhauses lebenslanges Wohnrecht) nicht über den Planungszustand herausgekommen.